# Scissor

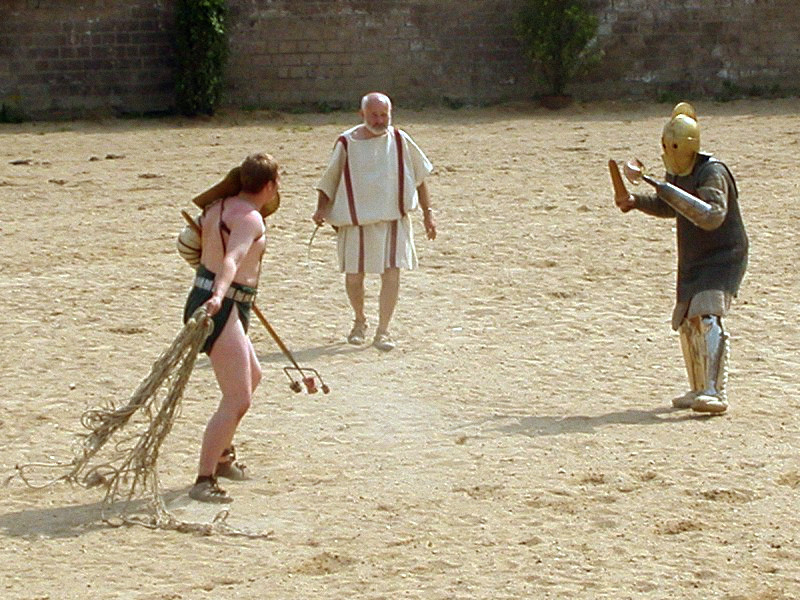
Un reciario contra un escisor, recreación histórica en un festival en Xanten, parte del Imperio Romano.

El scissor (pl. scissoris) era un tipo de gladiador romano que luchaba armado con gladio (espada corta) y un arma distintiva llamada tijera romana. Consistía en un tubo de acero endurecido que cubría todo el antebrazo y la mano del gladiador; al final del tubo se encontraba una hoja en forma de media luna (motivo por el que se le atribuye su nombre). Un asa en la parte interior del tubo permitía al gladiador mantener el control del arma en el fragor de la lucha. Esta arma fue bien considerada por su letalidad y versatilidad. El gladiador podía usar su brazo para bloquear y protegerse de golpes propiciados por su oponente y rápidamente realizar un contraataque. La forma de la hoja, semicircular, es tal que incluso un leve contacto podía causar un grave daño.
Redondo, completamente cerrado y con solo dos agujeros para los ojos, el casco del scissor guardaba gran similitud con el del secutor, un tipo de gladiador especializado en el combate frente al reciario (conocido este último por portar un tridente, una red y una pequeña daga). Podría haber evolucionado del secutor, vista la similitud en equipo y casco, además de ser también "anti-reciario". Como no llevaba escudo, iba bien protegido con una lorica hamata o escamata larga hasta las rodillas, manica (protector de brazo) en el brazo derecho con la tijera y grebas o fascias (acolchado grueso) en las piernas. Se sabe muy poco sobre ellos, poco representados, y dejan de mencionarse después del siglo I. Es muy probable que desde entonces fueran renombrados como arbelas, que es el nombre de la hoja de su arma particular.